# Je suis curieuse
Pour plus de détails, voir Fiche technique et Distribution.
Je suis curieuse (Jag är nyfiken - en film i gult) est un film suédois réalisé par Vilgot Sjöman, sorti en 1967. Un film compagnon, Elle veut tout savoir est sorti en 1968.

## Synopsis
Lena se passionne pour la justice sociale et le besoin de comprendre le monde. Son appartement est rempli de livres et de documents. Sur les murs se trouvent des photos de camps de concentration et un portrait de Franco.

## Fiche technique
- Titre : Je suis curieuse
- Titre original : Jag är nyfiken - en film i gult
- Réalisation : Vilgot Sjöman
- Scénario : Vilgot Sjöman
- Musique : Bengt Ernryd
- Photographie : Peter Wester
- Montage : Wic Kjellin
- Production : Göran Lindgren
- Société de production : Sandrews
- Société de distribution : Rank (France)
- Pays :  Suède
- Genre : Drame
- Durée : 121 minutes
- Dates de sortie : 
  -  Suède : 9 octobre 1967
  -  France : 31 janvier 1968

## Distribution
- Lena Nyman : Lena Nyman
- Vilgot Sjöman : Vilgot Sjöman
- Börje Ahlstedt : Börje
- Peter Lindgren : Rune Nyman
- Chris Wahlström : la femme de Rune
- Marie Göranzon : Marie
- Magnus Nilsson : Magnus
- Ulla Lyttkens : Ulla

## Distinctions
Le film a reçu le prix Guldbagge de la meilleure actrice pour Lena Nyman (également pour Elle veut tout savoir).